# Lista monumentelor istorice din județul Iași - Ș

Simbol pentru monumentele istorice

Lista monumentelor istorice din județul Iași - Ș cuprinde monumentele istorice înscrise în Patrimoniul cultural național al României și aflate în localități ce încep cu litera Ș din județul Iași. 
Lista completă este menținută și actualizată periodic de către Ministerul Culturii, Cultelor și Patrimoniului Național din România, prin intermediul Institutului Național al Patrimoniului, ultima versiune datând din 2015. Această listă cuprinde și actualizările ulterioare, realizate prin ordin al ministrului culturii.
Puteți căuta un monument din județul Iași folosind formularul de mai jos sau puteți naviga prin toate monumentele din județ la lista monumentelor istorice din județul Iași.
| Cod LMI                              | Denumire                                                   | Localitate                           | Localizare | Datare, Creatori                         | Imagine               | Erori             |
| ------------------------------------ | ---------------------------------------------------------- | ------------------------------------ | --- | ---------------------------------------- | --------------------- | ----------------- |
| IS-I-s-B-03662 (RAN: 99307.02)       | Situl arheologic de la Șcheia                              | sat Șcheia; comuna Alexandru I. Cuza | La marginea de S a satului, pe terasa din stânga râului Siret                                                      | sec. XV - XVI, Epoca medievală           | Încarcă foto \| video | Raportează eroare |
| IS-I-s-B-03663 (RAN: 99307.01)       | Situl arheologic de la Șcheia, punct „Humărie - mal stâng” | sat Șcheia; comuna Șcheia            | „Humărie - mal stâng”, la NE de sat                                                                                |                                          | Încarcă foto \| video | Raportează eroare |
| IS-I-m-B-03663.01 (RAN: 99307.01.03) | Așezare                                                    | sat Șcheia; comuna Șcheia            | „Humărie - mal stâng”, la NE de sat                                                                                | sec. VIII - X, Epoca medieval timpurie   | Încarcă foto \| video | Raportează eroare |
| IS-I-m-B-03663.02 (RAN: 99307.01.02) | Așezare                                                    | sat Șcheia; comuna Șcheia            | „Humărie - mal stâng”, la NE de sat                                                                                | sec. II – III p. Chr., Epoca romană      | Încarcă foto \| video | Raportează eroare |
| IS-I-m-B-03663.03 (RAN: 99307.01.01) | Așezare                                                    | sat Șcheia; comuna Șcheia            | „Humărie - mal stâng”, la NE de sat                                                                                | sec. III - II a. Chr., Latène            | Încarcă foto \| video | Raportează eroare |
| IS-I-m-B-03665                       | Valul lui Traian                                           | sat Șendreni; comuna Victoria        | La 1,5 km V de sat, cu direcția NE, până la râul Prut, în dreptul satului Tocsobeni, de pe malul stâng (Basarabia) | Epoca migrațiilor                        | Încarcă foto \| video | Raportează eroare |
| IS-I-s-B-03666 (RAN: 96245.01)       | Situl arheologic de la Șerbești, punct „Fundătura 11”      | sat Șerbești; comuna Ciortești       | „Fundătura 11”, la 2,5 km SV de sat, pe pantele de V ce mărginesc valea pârâului Șerbești                          |                                          | Încarcă foto \| video | Raportează eroare |
| IS-I-m-B-03666.01 (RAN: 96245.01.04) | Așezare                                                    | sat Șerbești; comuna Ciortești       | „Fundătura 11”, la 2,5 km SV de sat, pe pantele de V ce mărginesc valea pârâului Șerbești                          | Epoca medieval timpurie                  | Încarcă foto \| video | Raportează eroare |
| IS-I-m-B-03666.02 (RAN: 96245.01.05) | Așezare                                                    | sat Șerbești; comuna Ciortești       | „Fundătura 11”, la 2,5 km SV de sat, pe pantele de V ce mărginesc valea pârâului Șerbești                          | Epoca medieval timpurie, cultura Dridu   | Încarcă foto \| video | Raportează eroare |
| IS-I-m-B-03666.03 (RAN: 96245.01.02) | Așezare                                                    | sat Șerbești; comuna Ciortești       | „Fundătura 11”, la 2,5 km SV de sat, pe pantele de V ce mărginesc valea pârâului Șerbești                          | sec. IV p.Chr, Epoca daco-romană         | Încarcă foto \| video | Raportează eroare |
| IS-I-m-B-03666.04 (RAN: 96245.01.01) | Așezare                                                    | sat Șerbești; comuna Ciortești       | „Fundătura 11”, la 2,5 km SV de sat, pe pantele de V ce mărginesc valea pârâului Șerbești                          | Latène, cultura geto-dacică              | Încarcă foto \| video | Raportează eroare |
| IS-I-s-B-03667 (RAN: 95783.01)       | Situl arheologic de la Șorogari, punct „La poligon”        | sat Șorogari; comuna Aroneanu        | „La Poligon”, pe panta de NE a Dealului Șorogari                                                                   |                                          | Încarcă foto \| video | Raportează eroare |
| IS-I-m-B-03667.01 (RAN: 95783.01.03) | Așezare                                                    | sat Șorogari; comuna Aroneanu        | „La Poligon”, pe panta de NE a Dealului Șorogari                                                                   | sec. XVII - XVIII, Epoca medievală       | Încarcă foto \| video | Raportează eroare |
| IS-I-m-B-03667.02 (RAN: 95783.01.02) | Așezare                                                    | sat Șorogari; comuna Aroneanu        | „La Poligon”, pe panta de NE a Dealului Șorogari                                                                   | sec. XIV - XV, XVI, Epoca medievală      | Încarcă foto \| video | Raportează eroare |
| IS-I-m-B-03667.03 (RAN: 95783.01.01) | Așezare                                                    | sat Șorogari; comuna Aroneanu        | „La Poligon”, pe panta de NE a Dealului Șorogari                                                                   | sec. XIII – XIV, Epoca medieval timpurie | Încarcă foto \| video | Raportează eroare |
| IS-II-m-B-04253 (RAN: 95649.02)      | Casa Sturdza-Șcheianu                                      | sat Șcheia; comuna Alexandru I. Cuza | 47.11579°N 26.88234°E                                                                                              | 1810                                     | Încarcă foto \| video | Raportează eroare |
| IS-II-m-B-04254 (RAN: 95649.01)      | Biserica de lemn „Sf. Gheorghe”                            | sat Șcheia; comuna Șcheia            | | sec. XVII                                | Alte imagini          | Raportează eroare |
| IS-II-m-B-04255                      | Bordei                                                     | sat Șcheia; comuna Alexandru I. Cuza | | sec. XIX                                 | Încarcă foto \| video | Raportează eroare |
| IS-II-m-B-04256                      | Casă                                                       | sat Șcheia; comuna Alexandru I. Cuza | | sf. sec. XIX                             | Încarcă foto \| video | Raportează eroare |
| IS-II-m-B-04257                      | Conacul Alexandrescu                                       | sat Șcheia; comuna Alexandru I. Cuza | 47.11579°N 26.88234°E                                                                                              | sec. XIX                                 | Încarcă foto \| video | Raportează eroare |
| IS-II-a-B-04258                      | Ansamblul curții boierești a lui Luca Arbore (ruine)       | sat Șipote; comuna Șipote            | 47.47208°N 27.2206°E                                                                                               | sec. XV                                  |                       | Raportează eroare |
| IS-II-m-B-04258.01                   | Biserica „Sf. Ioan cel Nou”                                | sat Șipote; comuna Șipote            | | 1507                                     |                       | Raportează eroare |
| IS-II-m-B-04258.02                   | Ruinele curții lui Luca Arbore                             | sat Șipote; comuna Șipote            | | sec. XV                                  | Încarcă foto \| video | Raportează eroare |